# Église catholique nationale polonaise
La Polish National Catholic Church (PNCC, en polonais : Polski Narodowy Kościół Katolicki, Église catholique nationale polonaise) est une église catholique qui n'est pas sous la juridiction du pape. Elle est surtout présente en Amérique du Nord et rassemble environ 30 000 fidèles aux États-Unis et Canada, principalement parmi les Polono-Américains. Elle est membre du Conseil œcuménique des Églises.

## Historique

### Début aux États-Unis
À la fin du  XIXe siècle, de nombreux nouveaux immigrants polonais aux États-Unis étaient en conflit avec la hiérarchie de l'Église catholique romaine. Il n'y avait pas d'évêques polonais et seulement quelques prêtres polonais, et l'Église ne permettait pas à la langue polonaise d'être enseignée dans les écoles paroissiales. Même si l'essentiel des évêques irlandais et allemands ont aidé à l'établissement de centaines de paroisses pour les Polonais, les curés étaient souvent incapables de parler polonais, alors que les immigrés polonais, à leur tour, étaient faibles en anglais.
Il y avait aussi des différends sur la propriété des bâtiments des paroisses, en particulier à Buffalo et Scranton (Pennsylvanie), avec les paroissiens exigeant un plus grand contrôle.
Un chef de file dans cette lutte fut le père Franciszek Hodur (1866-1953), un immigrant polonais aux États-Unis et prêtre catholique. Né près de Cracovie, il a émigré aux États-Unis en 1893 et a été ordonné prêtre cette même année; en 1897, il devient curé de la cathédrale Saint-Stanislas à Scranton, en Pennsylvanie.
Le mécontentement des Polonais conduit à une rupture avec l'Église catholique des États-Unis en 1897, quand un organe indépendant polonais est créé, dont le siège est à Scranton (Pennsylvanie).
Hodur reçoit la consécration épiscopale en 1907 à Utrecht, aux Pays-Bas par trois évêques vieux-catholiques. Il est considéré par la PNCC comme son fondateur et premier évêque.
À la suite du premier synode de la PNCC en 1904, la langue vernaculaire (polonais, puis anglais) a progressivement remplacé le latin comme langue de la liturgie. 
Évêques, prêtres et diacres ont été autorisés à se marier depuis 1921. Toutefois, si une personne n'est pas mariée au moment de l'ordination, elle doit le demeurer pendant 2 ans.
Entre 1907 et 2003 le PNCC a été membre de l'Union d'Utrecht. La séparation entre l'Union d'Utrecht et la PNCC est liée à la décision de la première d'accepter l'ordination des femmes. La PNCC a encouragé depuis la création de l'Union de Scranton, avec d'autres églises vieilles-catholiques traditionnelles.

### Missions en Pologne
Le travail missionnaire a commencé en Pologne en 1919 et au début de la Seconde Guerre mondiale, il y avait plus de 50 paroisses avec un séminaire de théologie à Cracovie.
Sous le régime communiste de la Pologne, l'Église a subi de graves persécutions, mais elle a survécu sous le nom d'Église polonaise-catholique et est maintenant un organisme autocéphale en communion avec la PNCC.